# Lemmier Mühle
Die Lemmier Mühle war eine Windmühle in Lemmie, einem Stadtteil von Gehrden in der Region Hannover in Niedersachsen.
Das erhalten gebliebene Wohnhaus des Anwesens steht unter Denkmalschutz.

## Geschichte

### Die Mühlenstätte zu Lemmie
Die älteste bekannte Erwähnung einer Mühle bei Lemmie steht in einer Urkunde aus dem Jahr 1226.
Es dürfte sich um eine Wassermühle gehandelt haben, da in der Region erst seit dem 17. Jahrhundert Windmühlen errichtet wurden.
Die Lage des von Herzog Heinrich von Braunschweig in Anwesenheit des Mindener Bischofs Konrad mitsamt einer Hufe Landes und einer als copela bezeichneten Wiese dem Kloster Wennigsen überschriebenen Besitzes ist nicht bekannt, zumal es in der Gemarkung Lemmie keine zum Betrieb einer Wassermühle geeigneten Fließgewässer gibt. Möglicherweise stand die Mühle am Wennigser Mühlbach, somit heute in der Gemarkung Sorsum.

### Nartens Mühle
Als seit dem frühen 19. Jahrhunderts der Mühlenzwang im Königreich Hannover gelockert und nach der Annexion durch Preußen bis 1873 ganz abgeschafft wurde,
wurden an zahlreichen Standorten rund um Hannover neue Windmühlen errichtet.
Der Lemmier Halbmeier Narten hatte 1854 beim Amt Wennigsen die Genehmigung zum Bau einer Kornwindmühle beantragt. Die Landdrostei Hannover versuchte ihn mit Hinweis auf die zu erwartende Konkurrenz durch die im gleichen Jahr genehmigte Benther Windmühle davon abzubringen. Narten beharrte auf seiner Bauabsicht und ließ irgendwann zwischen dem Jahr 1855 und 1872 seine Mühle einige hundert Meter nordwestlich der Ortslage von Lemmie auf dem später Mühlenberg genannten Langen Klei, einem südlichen Ausläufer des Gehrdener Bergs errichteten.
Zumindest ab 1872 und bis 1880 war die Lemmier Mühle an Theodor Dörries verpachtet, der sich in diesem Jahr beim Nachbardorf Sorsum die Sorsumer Mühle bauen ließ.
Die Lemmier Mühle wurde um das Jahr 1906 stillgelegt. Der 1904 noch urkundlich als Müller in Lemmie bezeichnete Karl Meier wurde 1907 als Fabrikarbeiter genannt.
Besitzer der Mühle waren die Halbmeier Heinrich und Friedrich Narten. Narten wurde noch 1906 in einer Urkunde als Eigentümer der Mühle genannt.
Im Herbst 1908 verkaufte A. Hermanns aus Velber die Mühle dem Lemmier Gastwirt Rohde. Dieser verkaufte bereits im Dezember 1908 das hölzerne Oberteil der Windmühle zum Preis von 2400 Mark weiter. (Das entspricht heute kaufkraftbereinigt 17.500 €.)

### Bissendorfer Mühle
Die Mühle wurde im Mai oder Juni 1909 innerhalb von zwei Wochen zerlegt und die Einzelteile vom Bahnhof Lemmie an der Deisterbahn per Eisenbahn nach Bissendorf transportiert.
Mit den Bauteilen aus Lemmie wurde bis zum Herbst 1909 unmittelbar neben der Bissendorfer Bockwindmühle ein neuer Wallholländer aufgebaut. Die aus dem Jahr 1715 stammende Bockwindmühle wurde im Spätherbst 1909 abgerissen.
Als Antriebsreserve für schwachwindige Zeiten diente von 1909 bis 1920 ein für 3850 Mark gekaufter Benzolmotor. 1920 übernahm ein Dieselmotor diese Aufgabe.
Der von einem Sturm im Jahr 1929 schwer beschädigten neuen Mühle wurden 1930 die Flügel abmontiert und nur noch mit Motorantrieb gearbeitet. Der Mahlbetrieb wurde 1957 eingestellt. Anfang 1973 wurde die Mühle in Bissendorf abgerissen.

### Lemmie – An der Windmühle

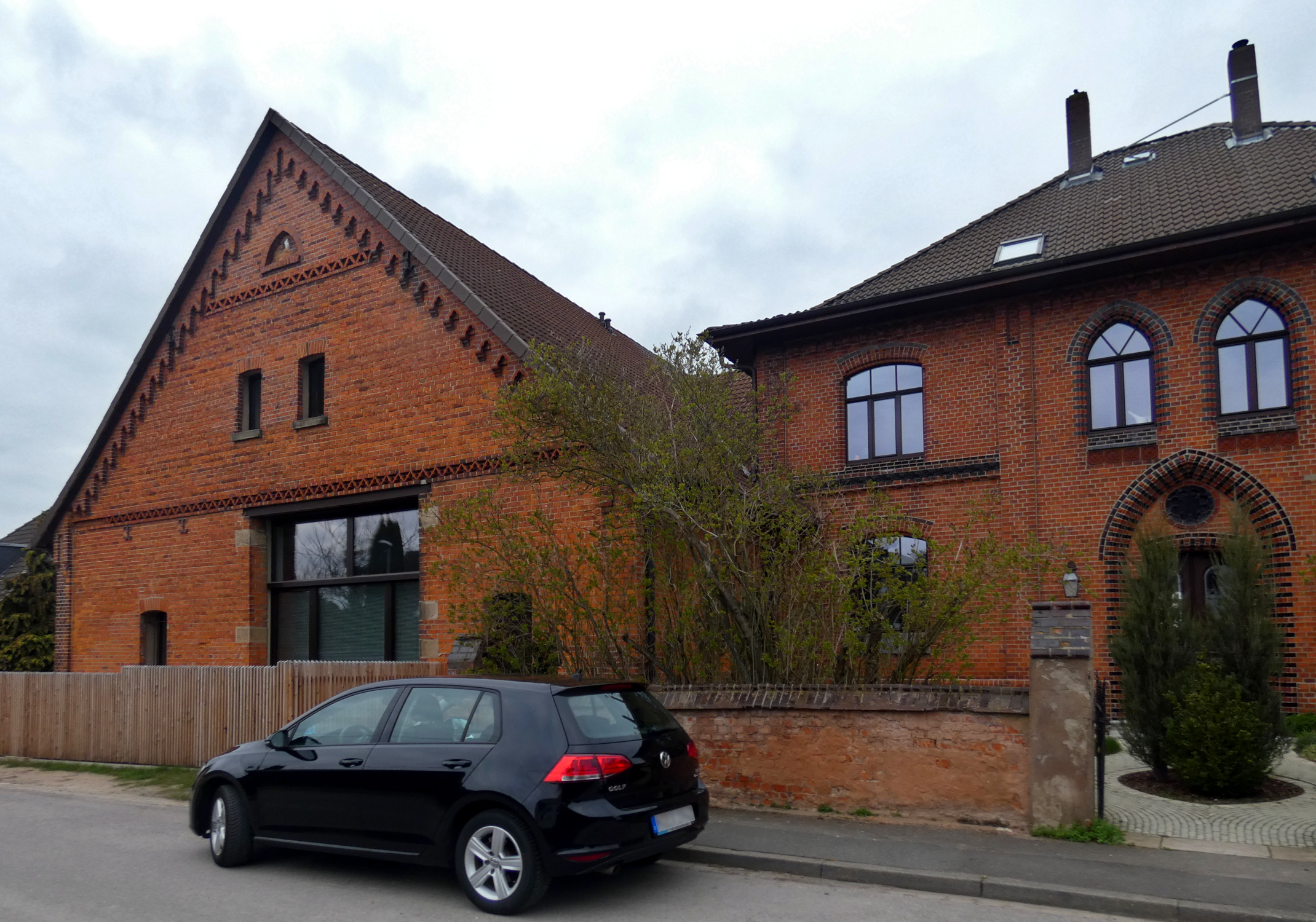
Lemmie, Scheune und Wohnhaus An der Mühle

In Lemmie ist das um 1900 errichtete Müllerwohnhaus ebenso wie die angrenzende Scheune erhalten.
Aus verbliebenen Mauersteinen des Mühlenuntergeschosses errichtete der Bäcker Rohde 1912 ein Backhaus.
An die Mühle erinnert in Lemmie noch der Straßenname An der Windmühle.
Der Bereich zwischen dem alten Ortskern von Lemmie und dem ursprünglich freistehenden Mühlenanwesen wurde in der zweiten Hälfte des 20. Jahrhunderts mit einem Wohnviertel bebaut.

## Beschreibung

### Windmühle
Die Lemmier Windmühle wurde durch den Mühlenbaumeister Ludwig Tiedt aus Peine gebaut. Der 1858 gegründete und nunmehr von Tiedts Sohn geführte Mühlenbaubetrieb übernahm 1909 auch den Wiederaufbau in Bissendorf.
Die Mühle war ein Erdholländer. Sie stand auf einem kleinen Erdwall. Dieser übernahm die Funktion einer Galerie.
Der hölzerne achtkantige Oberteil war mit Dachpfannen gedeckt.
Die Kappe hatte eine charakteristische Zwiebelform.
Die vier je 11,20 m langen Jalousieflügel hatten eine Fläche von insgesamt 120 m².
Die Windrichtungsnachführung besorgte eine achtflügelige Windrose.

### Wohnhaus

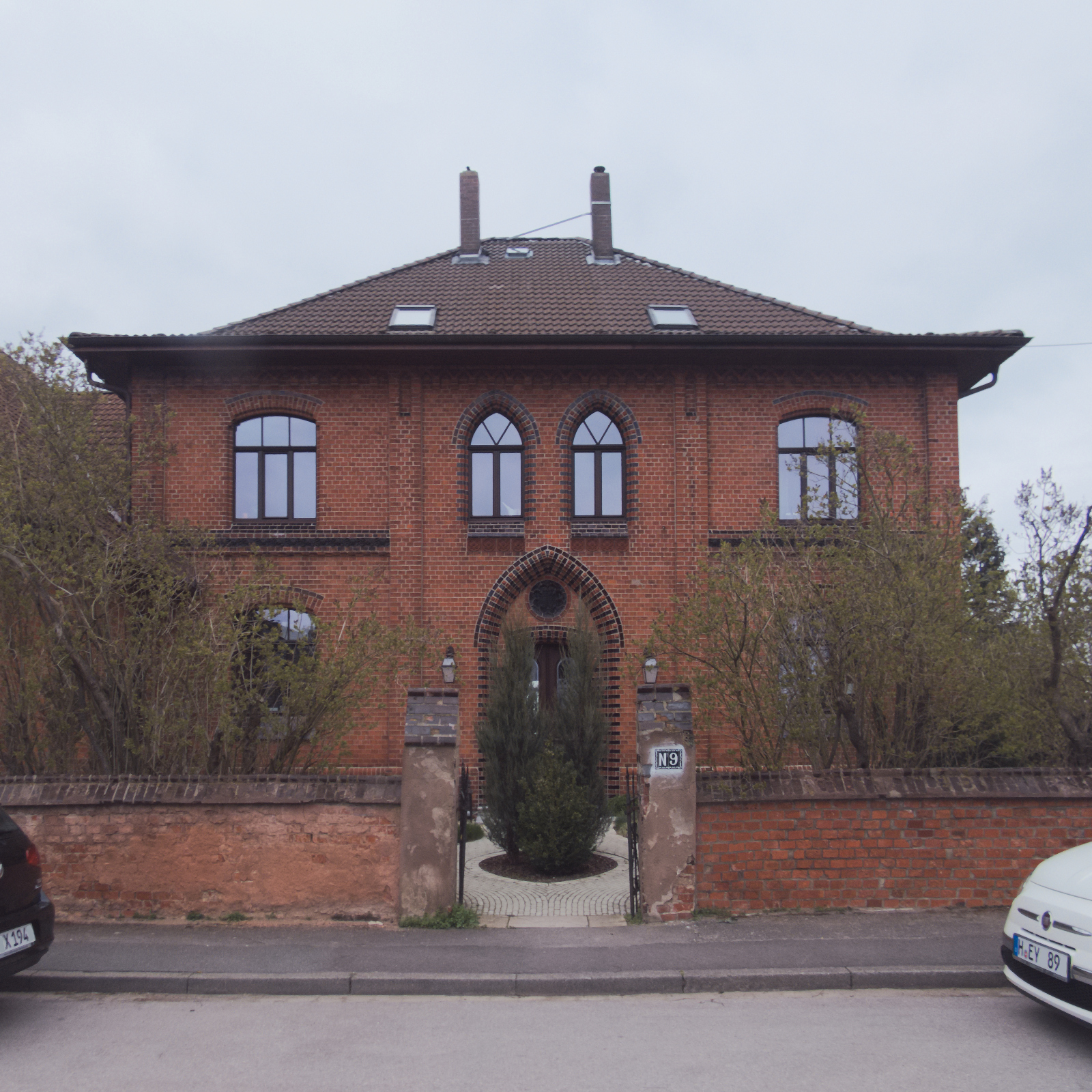
Wohnhaus der Lemmier Mühle

Um das Jahr 1900 wurde auf dem Anwesen der Mühle ein neues Wohnhaus errichtet.
Das gut erhaltene Gebäude wurde im Stil eines der damals auf reicheren Hofstellen erstellten Häuser in der für das ausgehende 19. Jahrhundert und das beginnende 20. Jahrhundert typischen Ziegelarchitektur besonders aufwendig errichtet.
Es ist ein zweigeschossiger symmetrisch gegliederter Ziegelbau unter Walmdach.
Der umlaufende Dachfries ist durch Ziegelsetzungen verziert.
Die Fassade ist durch Gesimse, Lisenen und gotische Zierelemente reich gegliedert.
Das Eingangsportal und die darüberliegenden Fenster sind in mit glasierten Ziegeln gestalteten spitzbogigen Gewänden gefasst.
Im Gebäudeinneren gibt es wertvolle Deckenmalereien.
Das Gebäude wurde um das Jahr 2016 grundlegend renoviert.

## Denkmalschutz
Das ehemalige Müllerwohnhaus ist unter der Bezeichnung „Wohnhaus“ als Einzeldenkmal gemäß § 3 Abs. 2 NDSchG geschützt.
Aufgrund des Zeugnis- und Schauwertes durch beispielhafte Ausprägung eines Gebäudetypus mit geschichtlicher und städtebaulicher Bedeutung besteht an der Erhaltung des Gebäudes ein öffentliches Interesse.